# SUMF1
Il fattore modificatore della solfatasi è un enzima che negli umani è codificato dal gene SUMF1.
La solfatasi catalizza la idrolisi degli organosolfati come il glicosamminoglicano, i solfolipidi e gli steroidi solfatati. La C-α-formoglicina (FGly) è il residuo catalitico della solfatasi eukaryotica, ed è generato dalla cisteina dall'azione del SUMF1 nel reticolo endoplasmatico.
Mutazioni in questo gene provocano malfunzionamenti in FGE (enzima generatore della formiglicina) e, conseguentemente, difetti dell'azione della solfatasi, provocando disordini nell'immagazzinamento lisosomatico.